# Caso Massachusetts v. United States Department of Health and Human Services
Commonwealth of Massachusetts v. United States Department of Health and Human Services, 682 F.3d 1, é uma decisão do Tribunal de Apelações dos Estados Unidos para o Primeiro Circuito que confirmou a sentença do Tribunal Distrital para o Distrito de Massachusetts em uma ação judicial que questionava a constitucionalidade da Seção 3 da Lei de Defesa do Casamento (DOMA). Essa seção define “casamento” como “uma união legal entre um homem e uma mulher” e “cônjuge” como “uma pessoa do sexo oposto que é marido ou esposa”. Ambos os tribunais consideraram a DOMA inconstitucional, embora por motivos diferentes. O tribunal de primeira instância entendeu que a DOMA violava a Décima Emenda e a Cláusula de Gastos [en]. Em um caso complementar, Gill v. Office of Personnel Management [en], o mesmo juiz concluiu que a DOMA violava a Cláusula de Proteção Igualitária. Em 31 de maio de 2012, o Primeiro Circuito decidiu que a lei violava a Cláusula de Proteção Igualitária, embora, devido a questões relacionadas ao federalismo, o tribunal tenha concluído que a DOMA não violava a Cláusula de Gastos ou a Décima Emenda.
O Primeiro Circuito, prevendo que as partes buscariam uma revisão da decisão, suspendeu sua sentença. O Departamento de Justiça e o Commonwealth de Massachusetts solicitaram à Suprema Corte dos Estados Unidos a revisão da decisão, apresentando petições para um mandado de certiorari. A Suprema Corte decidiu um caso semelhante, United States v. Windsor, em 26 de junho de 2013, e indeferiu as petições no dia seguinte.

## Procedimentos do julgamento
Em 8 de julho de 2009, a Procuradora Geral de Massachusetts, Martha Coakley [en], ingressou com uma ação contestando a constitucionalidade da Seção 3 da DOMA no Tribunal Distrital dos Estados Unidos para o Distrito de Massachusetts. Ela argumentou que o Congresso "extrapolou sua autoridade, minou os esforços dos estados para reconhecer casamentos entre casais do mesmo sexo e codificou uma animosidade contra gays e lésbicas".
O juiz Joseph Tauro ouviu os argumentos em 26 de maio de 2010. A Procuradora Geral Adjunta de Massachusetts,  Maura Healey, apresentou o caso de um veterano das Forças Armadas dos EUA que buscou ser enterrado junto ao seu cônjuge do mesmo sexo em um cemitério de veteranos, o que foi proibido pela definição de casamento da DOMA. Tauro perguntou a Christopher Hall, que representava o Departamento de Justiça dos EUA, se o governo federal tinha interesse em "perpetuar a heterossexualidade no cemitério". Ele também questionou a alegação do governo de que a DOMA visava preservar o status quo de 1996, observando que, enquanto o governo considerava o status quo da época como a restrição do casamento a casais heterossexuais, uma outra forma de descrever esse status quo seria que, em 1996, o governo federal não apresentava uma definição própria de casamento, submetendo-se à definição adotada por cada estado. Em resposta aos argumentos de que o governo federal sempre utilizou as definições estaduais de casamento, Hall citou a definição de casamento do governo federal em casos de imigração, sem recorrer à definição de qualquer estado.

### Decisão

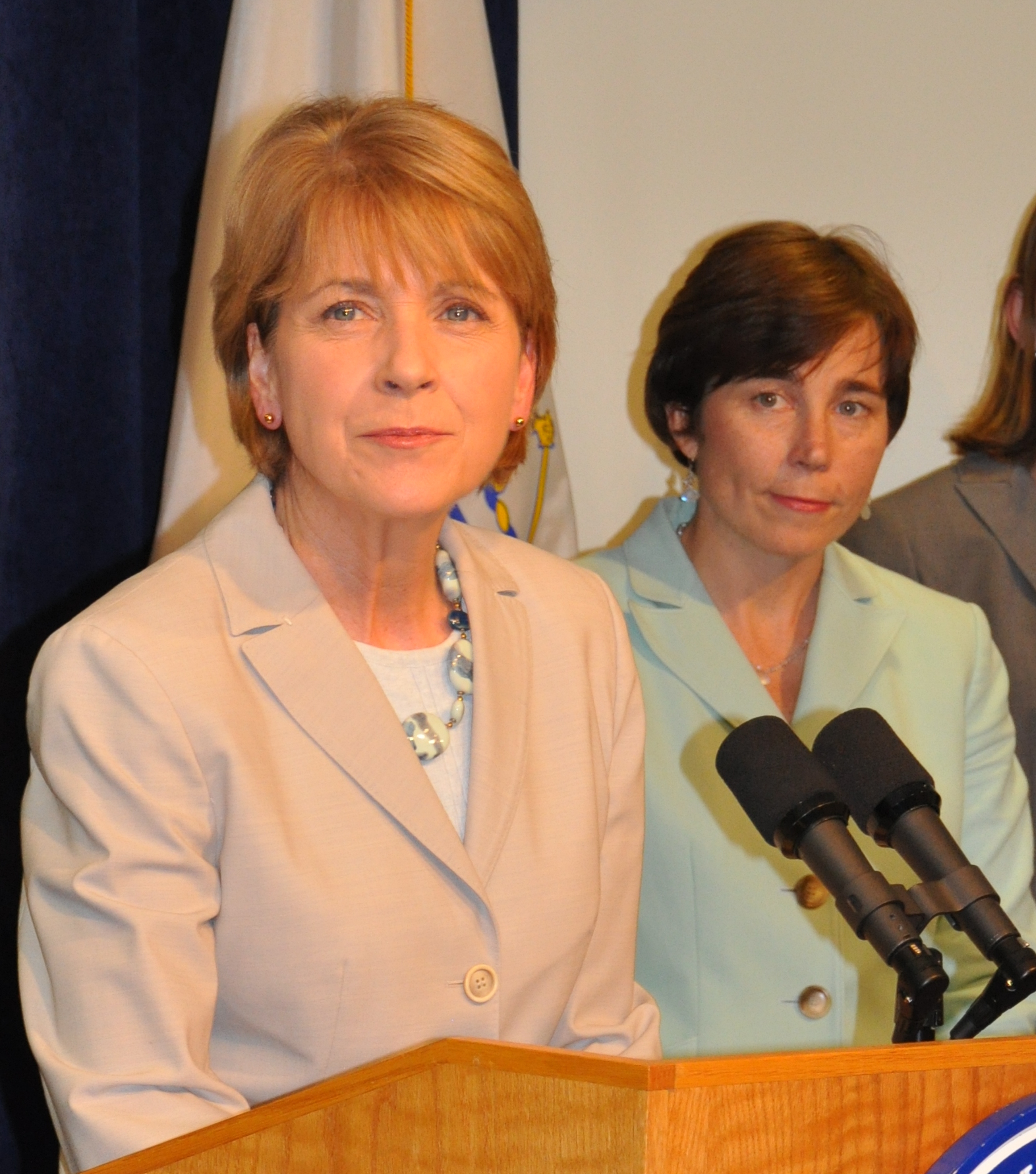
A procuradora-geral de Massachusetts, Martha Coakley (à esquerda), e a procuradora-geral adjunta, Maura Healey (à direita), em uma coletiva de imprensa em 8 de julho de 2010 sobre o processo Massachusetts v. U.S. Dep't of Health & Human Servs.

Em 8 de julho de 2010, exatamente um ano após o ajuizamento da ação, o juiz Tauro divulgou sua decisão sobre o caso, determinando que a Seção 3 da DOMA viola a Décima Emenda e ultrapassa a autoridade do Congresso, conforme a Cláusula de Gastos da Constituição.

Em resposta, a Procuradora Geral Coakley declarou:
A decisão histórica de hoje é um passo importante para alcançar a igualdade para todos os casais casados em Massachusetts e garantir que todos os nossos cidadãos desfrutem dos mesmos direitos e proteções de acordo com a nossa Constituição. É inconstitucional que o governo federal discrimine, como faz por causa da definição restritiva de casamento da DOMA. Também é inconstitucional que o governo federal decida quem é casado e crie um sistema de casamentos de primeira e segunda classe. O governo federal não pode exigir que estados, como Massachusetts, promovam a discriminação por meio de programas federais.
No mesmo dia, Tauro proferiu sua decisão em um caso semelhante, Gill v. Office of Personnel Management, considerando inconstitucional a Seção 3 da DOMA com base na Quinta Emenda. Tauro emitiu uma sentença final emendada em 18 de agosto, mas suspendeu a decisão enquanto aguardava o recurso. O texto da decisão foi desenvolvido em consulta com as partes envolvidas.

## Apelações

### Primeiro Circuito
Em 14 de janeiro de 2011, o Departamento de Justiça (DOJ) apresentou uma petição ao Tribunal de Apelações do Primeiro Circuito, defendendo a DOMA tanto neste caso quanto no caso relacionado Gill v. Office of Personnel Management. Apesar da vitória no tribunal de primeira instância, o GLAD apoiou um recurso, argumentando que "a chance de argumentar em frente a um tribunal superior com um alcance mais amplo... [e] uma oportunidade de abordar os danos que a Seção 3 da DOMA causa aos casais já casados em todo o país". Em 25 de fevereiro, o DOJ notificou a Corte que deixaria de defender ambos os casos.
A juíza-chefe Sandra Lynch [en] e os juízes Michael Boudin [en] e Juan Torruella [en] ouviram os argumentos no caso em 4 de abril de 2012. Em 31 de maio de 2012, o painel de juízes decidiu, por unanimidade, que a Seção 3 da DOMA era inconstitucional, mas rejeitou a justificativa de Tauro de que ela violava a Décima Emenda e a Cláusula de Gastos. A Suprema Corte suspendeu a aplicação de sua decisão enquanto aguardava um recurso.

### Suprema Corte
Em 29 de junho de 2012, o BLAG entrou com uma petição de certiorari na Suprema Corte no caso Gill v. Office of Personnel Management. O DOJ entrou com uma petição em 3 de julho, solicitando que a Suprema Corte também analisasse o caso Golinski v. Office of Personnel Management. As petições do DOJ em Gill e Massachusetts levantaram a questão de se a Seção 3 da DOMA violava a Cláusula de Proteção Igualitária. Em sua resposta a essas petições, protocolada em 20 de julho de 2012, Massachusetts propôs questões adicionais sobre se a Seção 3 violava a Décima Emenda e a Cláusula de Gastos. Em 30 de julho, o BLAG solicitou a prorrogação do prazo de 2 de agosto para suas respostas à petição do DOJ neste caso e no caso Golinski, pedindo a extensão até 31 de agosto, o que foi concedido. A petição para o mandado de certiorari foi indeferida após a decisão do caso United States v. Windsor.